# Samantha Quan
Samantha Quan (Vancouver, 2 settembre 1975) è un'attrice e produttrice cinematografica canadese, vincitrice del Premio Oscar al miglior film per Anora.

## Biografia
Samantha Quan è nata e cresciuta in Canada, dove ha iniziato la sua carriera cinematografica nel 1996 con il cortometraggio Love Taps. Ha frequentato l'Università di New York. Successivamente, ha interpretato ruoli secondari in serie televisive come Detective Monk, CSI: NY, The O.C., Cold Case - Delitti irrisolti, Grey's Anatomy e Dr. House - Medical Division. Dal 2016 al 2018 ha interpretato il personaggio di Lin Wen nella serie Elementary. Nel 2021 ha prodotto il film Red Rocket di Sean Baker, presentato in anteprima alla 74ª edizione del Festival di Cannes. Nel 2025 ha vinto il Premio Oscar ed è stata candidata al Premio BAFTA al miglior film per Anora, sempre diretto da Sean Baker.

## Vita privata
È sposata con il regista, sceneggiatore, montatore e produttore cinematografico Sean Baker.

## Filmografia

### Attrice

#### Cinema
- Come farsi lasciare in 10 giorni (How to Lose a Guy in 10 Days), regia di Donald Petrie (2003)
- The Achievers, regia di Abraham Lincoln Lim (2006)
- Wedding planner per destino (Knots), regia di Michael Kang (2011)
- Sake-Bomb, regia di Junya Sakino (2013)
- Good Grief, regia di Brandon Ford Green (2017)

#### Televisione
- Breaker High - serie TV, episodio 1x20 (1997)
- The Education of Max Bickford - serie TV, episodio x17 (2002)
- The Lyon's Den - serie TV, episodio 1x01 (2003)
- The District - serie TV, episodio 4x12 (2004)
- Detective Monk (Monk) - serie TV, episodio 3x02 (2004)
- Jack & Bobby - serie TV, episodio 1x09 (2004)
- CSI: NY - serie TV, episodio 1x07 (2004)
- The O.C. - serie TV, episodio 2x12 (2005)
- Medium - serie TV, episodio 1x14 (2005)
- The Closer - serie TV, episodio 1x10 (2005)
- Cold Case - Delitti irrisolti (Cold Case) - serie TV, episodio 3x20 (2006)
- Three Moons Over Milford - serie TV, 9 episodi (2006)
- Grey's Anatomy - serie TV, episodio 5x03 (2008)
- Dr. House - Medical Division (House, M.D.) - serie TV, episodio 5x04 (2008)
- CSI: Miami - serie TV, 4 episodi (2008-2009)
- Private Practice - serie TV, episodio 3x04 (2009)
- Inside the Box, regia di Mark Tinker - film TV (2009)
- Castle - serie TV, episodio 3x07 (2010)
- NCIS: Los Angeles - serie TV, episodio 2x10 (2010)
- Bones - serie TV, episodio 7x05 (2011)
- Suburgatory - serie TV, 2 episodi (2012-2013)
- The Mentalist - serie TV, episodio 5x14 (2013)
- Blue - webserie, episodio 2x10 (2013)
- NCIS - Unità anticrimine (NCIS) - serie TV, episodio 11x05 (2013)
- Ballas Out - serie TV, 3 episodi (2014)
- Verdene and Gleneda - serie TV, episodio 1x06 (2014)
- Il tempo della nostra vita (Days of Our Lives) - serie TV, episodio 1x12730 (2015)
- Elementary - serie TV, 5 episodi (2016-2018)
- Home Before Dark - serie TV, 3 episodi (2020)
- Writing Around the Christmas Tree, regia di Jake Helgren - film TV (2021)

#### Cortometraggi
- Love Taps, regia di Annie O'Donoghue (1996)
- Moon Lake Casino, regia di Jason Daley Kennedy (2009)

### Produttrice

#### Cinema
- Un sogno chiamato Florida (The Florida Project), regia di Sean Baker (2017)
- Red Rocket, regia di Sean Baker (2021)
- Anora, regia di Sean Baker (2024)

#### Televisione
- Ballas Out - serie TV, 3 episodi (2014)

#### Cortometraggi
- Snowbird, regia di Sean Baker (2016)
- Colours, regia di Brooklynn Prince (2019)

### Sceneggiatrice
- Ballas Out - serie TV, 3 episodi (2014)

## Doppiatrici italiane
Nelle versioni in italiano delle opere in cui ha recitato, Samantha Quan è stata doppiata da:
- Giovanna Martinuzzi in Come farsi lasciare in 10 giorni
- Elena Morara in CSI: NY
- Tatiana Dessi in Cold Case - Delitti irrisolti
- Angela Brusa in Grey's Anatomy
- Beatrice Margiotti in Dr. House - Medical Division
- Michela Alborghetti in CSI: Miami
- Laura Lenghi in Private Practice
- Erica Necci in NCIS - Unità anticrimine
- Ilaria Latini in Elementary

## Riconoscimenti
- Premio Oscar
  - 2025 - Miglior film per Anora
- Premio BAFTA
  - 2025 - Candidatura al miglior film per Anora
  - 2025 - Miglior casting per Anora
- Gotham Independent Film Awards
  - 2024 - Candidatura al miglior film per Anora
- Producers Guild of America Awards
  - 2025 - Miglior film per Anora